# ما
در زبان فارسی، ما ضمیر شخصی منفصل برای اول شخص جمع (متکلم مع‌الغیر) است. البته گاهی نیز در نقش مفرد و به جای ضمیر من - به قصد افادهٔ تعظیم و تفخیم - به کار می‌رود.
واژهٔ «ما» به هر دو صورت جمع و مفرد در متون فارسی آمده‌است.
ما ترکیبی از ضمایر استعاری من و تو ست و در حالت جمع می‌تواند نشانه‌ای از اجماع دو جمع باشد که در بخش‌هایی با هم ترکیب و هم‌معنی شده‌اند، به‌طوری‌که در حالت مای ترکیب شده، دیگر نشانه‌ای از من و تو در مای جدید دیده نمی‌شود.
امروزه به شکل «ماها»، و در قدیم به شکل «مایان» جمع بسته می‌شد.

## کاربردهای ضمیر ما
ما برای اشاره در حالت‌های فاعلی، مفعولی، و اضافی به کار می‌رود:
- ما در حالت فاعلی: ما نگوییم بد و میل بناحق نکنیم / جامه کس سیه و دلق خود ازرق نکنیم (حافظ)
- ما در حالت مفعولی: ما را گفت: ای سروران را تو سند، به‌شمار ما را زان عدد… (دیوان کبیر)
- ما در حالت اضافی: کتاب ما، قلم ما

## ضمیر «ما» در گویش‌های ایرانی
- پهلوی: اما (amâh)؛
- پارسی باستان: اماخم (amâxam)؛
- اوستا: اهماکم (ahmâkəm)؛
- اوراق تورفان: اماه (amâh)؛
- پازند: ایما (êmâ)؛
- هندی باستان: اسمکه (asmaká)؛
- اسِّتی: مَخ (max)؛
- یهودیان ایرانی: ایما (êmâ)؛
- کردی: مه (me, ma, mé)؛
- شهمیرزادی و گیلکی: امه (ama)؛
- دزفولی: اومون (omûm)؛
- خوانساری: هاما (hâmâ)؛
- اچمی (لهجهٔ گراشی): اَماه (amāh).